# アンチリテラルの数秘術師
『アンチリテラルの数秘術師』（アンチリテラルのアルケニスト）は、兎月山羊による日本のライトノベル。イラストは笹森トモエが担当している。電撃文庫（アスキー・メディアワークス）より2011年2月から2012年3月まで刊行された。第17回電撃小説大賞銀賞を受賞している。
2011年2月発売の『電撃文庫MAGAZINE Vol.18』に本作を含む第17回電撃文庫大賞受賞作品のドラマCDが付属されている。

## あらすじ
『人はデルタtの狭間に生まれ、そして死んでいく。人間に“無限”なんてものは扱えないの』
そう言ったのは、白銀の髪と緑の瞳を持つ美しい少女、羽鷺雪名。彼女は飛び降り自殺をしたのだが、なぜか死ななかった。その現場に偶然居合わせた高校生の少年冴上誠一は、彼女の背中に一瞬、赤い天使の翼のようなものを視る。この出会いが、2人の人生を変えることとなった。
東京内戦と呼ばれる紛争が終結してから5年が経った世界。そこでは、集団拳銃自殺という奇妙な事件が続いていた。その事件は一切が謎なのだが、そこに赤帽子という都市伝説の怪人の影が見え隠れする。赤帽子に何かを願うと、彼はその願いを叶えてくれるという。そんな時、その怪人に、誠一の妹である冴上愛架が誘拐されてしまう。必死の思いで愛架と赤帽子を見つけ出した誠一は、怪人の周りに浮かぶ赤いノイズがかった数字が見えるようになる。その場に現れた雪名は、それは無次元数（スカラー）と呼ばれるものであると説明し、誠一を殺そうとした赤帽子に戦いを挑む。
無次元数とは何なのか。雪名は何者なのか。そして、明らかになる東京内戦の真実。ここから、遥か昔から“数”を操ってきた者と、“数”を歪める者との戦いが始まる。

## 登場人物
声の項はドラマCD版の担当声優。

### 主要登場人物
冴上 誠一（さえがみ せいいち）
声 - 羽多野渉
雪名の自殺現場に居合わせた高校生の少年。あるきっかけで、無次元数を視る才能が開花する。
東京内戦で親を亡くしており、家族は妹の愛架のみ。小遣い稼ぎのために本屋でアルバイトをしている。性格は温厚かつ優しく、正義感が強い。困っている人を見捨てることができない、典型的なヒーローの性質を持ち合わせている。
読書家で、暇さえあれば本を読んでいる。また文化祭のクラス劇のシナリオを書くなど、文才もある。本を読むことで、欲しかったときに見つからなかった“言葉”を見つけようとしている。
物語の当初から数の支配に屈しないもの（アンチリテラル）と呼ばれていた。それは、ただの人間でありながら、異能の数を操って悪事を働くものたちに立ち向かっていった、歴史上の英雄たちのことである。だが、変革の石に刺激されて無次元数が見えるようになった彼を指すのは違う意味であり、ある組織によって本来の能力の覚醒を促されていた。そして虚数の災厄の数との戦い以降身体能力が上昇し、ロムルスの槍に胸を貫かれた際についに覚醒。伝説とされる法則無視（アンチリテラル）として、無次元数から解放された奇跡の存在になった。が、その間の記憶はない。
羽鷺 雪名（うさぎ せつな）
声 - 花澤香菜
腰まで届く白銀の髪に緑の瞳、そして赤いフレームのファッション眼鏡をかけた美しい少女。自殺未遂の現場で誠一と出会い、彼の高校に転入してきて彼と友達となる。無次元数を操る数秘術師（アルケニスト）である高貴なる血族（ノーブル・ブラッド）の一族の末裔である。分厚い本を鎖で腰に縛り付けており、数秘術を使う際はその本が開き、鎖を攻守一体の武器として扱う。数秘術を使っている間は双眸が淡く発光し、口調が温和なものからとげとげしいものになる。
数学や物理学の知識が豊富で、普通の人が知らないような知識を持つが、その反面世俗的な知識については疎い事がある。また男女間のふれあいの経験も浅く、かなり無防備なので誠一をうろたえさせる事もしばしば。自身の誠一への恋愛感情を自覚して以降は、誠一が彼に近づく女の子と接しているのを見て拗ねるようになった。昆虫全般が苦手。

### 教団
ディエゴ
オールバックにした黒髪と鷹のように鋭く尖らせた双眸の長身痩躯の男。第3の執行官で、その役目は“処刑”。集数媒体はギターケースに収められた日本刀で、初速度が時速300kmというロザリア・ナンバーを持つ。座の名前はヨハネであるが座の名前は名乗っていない。
タデウス
“隠匿”を司る第10の執行官。金髪の青年や幼い少女の姿をとって現れるがその本体は持っているスーツケースで、死人の記憶を閲覧したり、生者の記憶を改ざんしたりできる。
アンデレ
“慈悲”を司る第4の執行官。教団としての仕事をしていないときは安藤照子と名乗っているが本名はリズ。磔の腕（アレーティア）という集数媒体を所持しており、それを用いて効果範囲内の空間にある物体を静止させることができる。執行官としてはそこそこの戦闘能力を持つ。普段は気が強いが実は心に大きな傷を持ち、かつ相当のオッチョコチョイで、どこか憎めない性格。
マティア
“観測”を司る第12の執行官。目隠しをして車椅子に乗った少女で滅多にしゃべることはない。ラプラスの悪魔と呼ばれる存在と同一だとされ、その予言が外れることはないという。

### 災厄の数
災厄の数（アルヘトス）とは、変革の石（アルベド）と呼ばれる無次元数の集合体によって自身の一番強い想いを最適化されて生まれた人間。無次元数を意図的に歪めることで、本来為し得ない奇跡を起こす。その際、無次元数は傷つけられた赤い数字となって見える。
赤帽子（レッドハット）
確率のアルヘトスで、あらゆる確率を視て、選択することができる。都市伝説の怪人として、自分を呼ぶ人間の願いを無差別に叶えていた。
来栖 真意（くるす まい）
集合のアルヘトスで、自らの集合に取り込んだ人間の影響力を奪い、またその人物を操ることができる。
黒枝 灯夜（くろえ とうや）
虚数のアルヘトスで、ガウスの迷宮という異空間を作り、その範囲内であらゆる事象を具現化できる。存在しないものや物理法則すら無視する神のような力で、自らの想像力を駆使して愛する人間を生き延びさせるための箱庭を作った。

### クリフォト
目的不明、構成人数不明の、ニコラ＝テスラ博士をリーダーとする謎の組織。
椚木 殺刺（くぬぎ ころし）
"背徳の救世団(クリフォト)"の死霊使い（ネクロマンサー）。無次元数でできた人工悪魔“アドラメレク”を使役し、独特の6刀流で殺人を行う。来栖家の執事をしていた。快楽殺人者で、以前中国で122人もの女性を虐殺した過去を持つ。
稲瀬 果穂（いなせ かほ）
"背徳の救世団(クリフォト)"に所属している着ぐるみをつれた少女。錬金術と呪術を組み合わせた合成術（ハイブリッド）を使いこなす、錬金呪術師（ネガティエーター）である。彼女が連れている着ぐるみは、錬金術で肉体を造り、呪術で無次元数に仮初めの自我を与えた殺戮人形である。
カラス
先代のアンデレにアンデレの候補に選ばれるが、零のアルヘトスとなり先代のアンデレを殺した過去を持つ。零の災厄の数で、あらゆる無次元数をゼロにする能力を持つ。しかし災厄の数の力を使わずとも相当の戦闘技能を持ち、自分に向けられた殺気の位置で相手の攻撃位置を感じ取り、回避行動をとるなど人間離れした少年である。常に寡黙で、自分の感情を表に出さない。

### その他
秋月 京子（あきづき きょうこ）
警視庁の刑事。無次元数に関する事件を東京内戦の以前から継続して追っている。
冴上 真（さえがみ まこと）
冴上誠一の父親で警視庁の刑事であったが東京内戦で行方不明となる。
羽鷺 宗司（うさぎ しゅうじ）
雪名の父親。東京内戦の混乱の中で死亡。
ラティエル
雪名の母親でノーブル・ブラッド・クイーン。東京内戦の混乱の中で死亡。

## 用語

### 教団
教団とは、異端の数（ヘテロ・ナンバー）と呼ばれる数秘術を操る異端の罪人を裁くために存在する組織である。13人の執行官という実行部隊を持ち、彼ら執行官は、主に許された数（ロザリア・ナンバー）と呼ばれる特殊な集数媒体（アーティファクト）を持っており、それを駆使して彼らに与えられた13の座の役目を果たす。

### 無次元数
無次元数（スカラー）とは、この宇宙に存在しているダークエネルギーや暗黒物質の正体であるとされている。国営の研究機関“先端科学機構”（ネメシス）によって発見された、あらゆるエネルギーに変換可能な不可視のもので、しかも無尽蔵に増え続けるもの、それが無次元数である。
不可視のもので、しかも不定形であるため、その形状は一定せず、あらゆる形で現出する。それは数学的な、たとえば確率であったり、集合であったり、または物理の方程式であったりする。この無次元数を自在に操り、世界のあらゆる物理法則を統べる存在、それこそが数秘術師である。現在確認されている数秘術師は雪名のみなので彼女に特化して例を挙げると、自分の体の数値を書き換えることで運動能力を向上させる、重量や強度を書き換えて鎖をつなげて剣にする、などである。が、発動するには術者本人が“発動したい数式”を知っていなければならず、生体修復などは不可能である。また、無次元数を傷つけることで無理やりに数値を書き換えて現象を起こす、変革の石（アルベド）と呼ばれる石に最適化された人間を災厄の数（アルヘトス）という。
無次元数とは基本的には青色のものであるが、傷つけられた本来存在しない無次元数は赤いノイズがかった数字で現れる。

### アンチリテラル
アンチリテラルとは当初、冴上誠一のような災厄の数に立ち向かった歴史上の英雄達だとされていた。数秘術を使わずに、数の暴力を振るう災厄の数に立ち向かった者達である。しかし、本当の意味でのアンチリテラルとは、そのような称号などというものではなかった。
“法則無視”と表現されるそれは、文字通り世界に存在するあらゆる法則を無視し、完全なる自由を手にした奇跡の存在のことである。自らに振るわれた災厄の数による攻撃を無効化し、本来ありえない速度で行動することができる神のような能力を持つ。しかし、発動するときにシステムメッセージのようなものが流れることから、アンチリテラルとは体質のようなものではなく、何らかの“システム”のようなものである可能性がある。だがこれは冴上誠一の体に取り込まれたロムルスの槍が原因である可能性もあり、詳細は不明である。

## 既刊一覧
- 兎月山羊（著）・笹森トモエ（イラスト） 『アンチリテラルの数秘術師』 アスキー・メディアワークス〈電撃文庫〉、全5巻
  1. 2011年2月10日初版発行（同日発売[3]）、ISBN 978-4-04-870316-1
  2. 2011年6月10日初版発行（同日発売[4]）、ISBN 978-4-04-870590-5
  3. 2011年9月10日初版発行（同日発売[5]）、ISBN 978-4-04-870747-3
  4. 2011年12月10日初版発行（同日発売[6]）、ISBN 978-4-04-886245-5
  5. 2012年3月10日初版発行（同日発売[7]）、ISBN 978-4-04-886445-9